# Employee of the Month (2004)
Employee of the Month is een zwarte komedie uit 2004 met in de hoofdrollen Matt Dillon en Christina Applegate.
De film ging op 17 januari 2004 in première op het Amerikaanse Sundance Film Festival.
De Motion Picture Association of America, het Amerikaanse equivalent van kijkwijzer, gaf de film een R-rating (niet geschikt voor kinderen onder 17 jaar) vanwege naakt, grof taalgebruik en geweld.

## Verhaal
De bankmedewerker David Walsh heeft een slechte dag als hij wordt ontslagen van zijn droombaan en wordt gedumpt door zijn verloofde Sara Goodwin. Hij besluit zijn dood in scène te zetten nadat hij met enkele anderen de bank waar hij werkte overvalt. De film eindigt met zijn dood en het wordt duidelijk dat zijn ex-verloofde een relatie had met zijn collega en zij samen de bankoverval hadden opgezet.

## Rolverdeling
| Acteur              | Personage    |
| ------------------- | ------------ |
| Matt Dillon         | David Walsh  |
| Steve Zahn          | Jack         |
| Christina Applegate | Sara Goodwin |
| Andrea Bendewald    | Wendy        |
| Dave Foley          | Eric         |
| Jenna Fischer       | Whisper      |